# Pardusco
De pardusco (Nephelornis oneilli) is een zangvogel uit de familie Thraupidae (tangaren).

## Verspreiding en leefgebied
Deze soort is endemisch in de Andes van centraal Peru, met name in San Martín, La Libertad en Huánuco.